# 지미 보이드

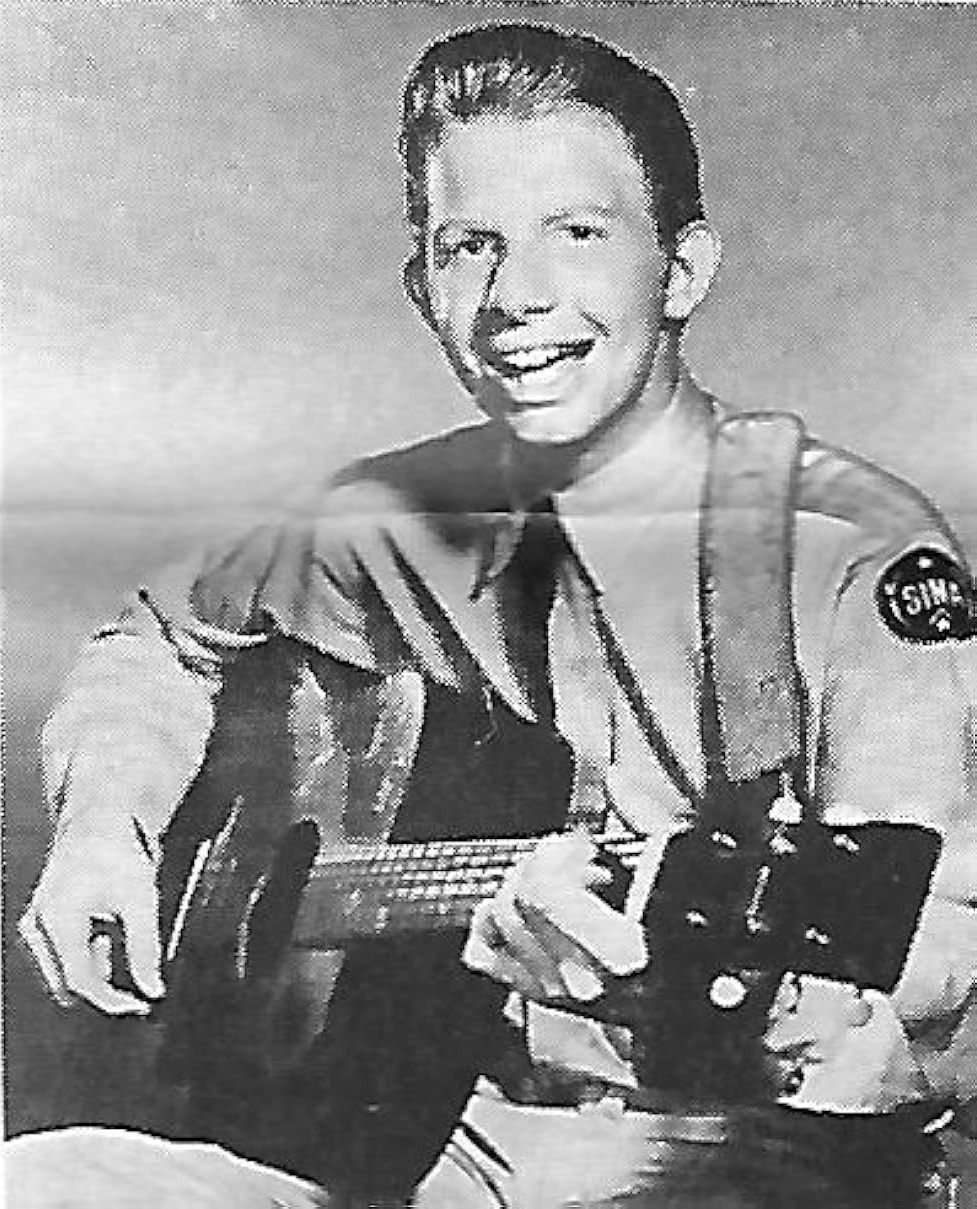

지미 보이드(Jimmy Boyd, 1939년 1월 9일 ~ 2009년 3월 7일)는 미국의 텔레비전 배우, 배우, 영화배우, 가수, 음악가, 작곡가 겸 작사가이다.
매콤에서 태어났으며 샌타모니카에서 사망하였다. 사인은 암이다.

## 영화
- 댓츠 더 웨이 오브 더 월드 (1975년)
- 하이 타임 (1960년)